# Port lotniczy Golosón
Port lotniczy Golosón (IATA: LCE, ICAO: MHLC) – międzynarodowy port lotniczy zlokalizowany w honduraskim mieście La Ceiba.

## Linie lotnicze i połączenia
- Aerolineas Sosa (Ahuas, Brus Laguna, Cauquira, Guanaja, La Ceiba, Palacios, Puerto Lempira, Roatán, San Pedro Sula, Tegucigalpa, Útila)
- Atlantic Airlines de Honduras (Roatan, Utila, Guanaja, San Pedro Sula, Puerto Lempira, Tegucigalpa, Belize City, Grand Cayman, Managua)
- TACA (San Pedro Sula, Roatan)
- Islena Airlines (Roatán, San Pedro Sula, Tegucigalpa)
- Skyservice (Toronto-Pearson) [Seasonal]
- Cayman Airways (Grand Cayman)
- Westjet (Montreal-Dorval) [Seasonal]
- Canjet (Vancouver/Calgary) [Seasonal]